# This Is Me Trying
"This Is Me Trying" (estilizado em letras minúsculas) é uma canção gravada pela artista musical estadunidense Taylor Swift, presente em seu oitavo álbum de estúdio Folklore (2020), lançado em 24 de julho de 2020 pela Republic Records. Foi composta pela intérprete em conjunto com Jack Antonoff, com produção assinada por ambos; enquanto Joe Alwyn foi creditado como co-produtor. "This Is Me Trying" é uma faixa orchestral pop e dream pop com uma produção apresentando órgão, batidas lentas e trompas.
"This Is Me Trying" foi escrito a partir da "perspectiva de três personagens diferentes"; Swift transmitiu as emoções sentidas em 2016 e 2017. O narrador de "This Is Me Trying" abraça a perspectiva da "parte rejeitada com efeitos devastadores". Swift tenta se esconder como narradora da faixa, ao aceitar o ponto de vista de outras pessoas sobre ela. Nas resenhas do Folklore, os críticos elogiaram a produção e seu conteúdo lírico, e alguns elogiaram o desempenho vocal de Swift. "This Is Me Trying" alcançou a posição trinta e nove na Billboard Hot 100 dos Estados Unidos e entrou nas paradas da Austrália, Canadá, Cingapura e Reino Unido. Recebeu a certificação prata da British Phonographic Industry (BPI). Swift gravou a canção para o documentário Folklore: The Long Pond Studio Sessions, do Disney+, e cantou-a para a The Eras Tour (2023–2024). A faixa foi usada nos Jogos Olímpicos de Verão de 2020 e foi apresentada na série de televisão estadunidense Gossip Girl (2021).

## Antecedentes e produção
A cantora e compositora estadunidense Taylor Swift concebeu seu oitavo álbum de estúdio, Folklore (2020), como frutos de visuais mitopoéticos em sua mente, como resultado de sua imaginação "correndo solta" enquanto se isolava durante a pandemia de COVID-19. Ela recrutou Jack Antonoff, que havia escrito e produzido canções para os três álbuns de estúdio anteriores de Swift, como produtor do álbum. Eles escreveram e produziram quatro canções no Folklore, incluindo "This Is Me Trying". O ator inglês Joe Alwyn, então namorado de Swift, foi creditado como co-produtor da faixa. Swift escreveu a letra "a partir da perspectiva de três personagens diferentes"; ela transmitiu as emoções sentidas em 2016 e 2017: “Senti que não valia absolutamente nada”. O primeiro verso trata de um personagem que está em crise de vida e fracassando no relacionamento, enquanto o segundo verso é sobre alguém que "tem muito potencial, mas sente que perdeu na vida", caindo no álcool vício e tem “problemas para lutar todos os dias”. No terceiro verso, Swift se perguntou como seria a música se fosse produzida pela banda The National.
A música foi gravada no Kitty Committee Studio em Beverly Hills por Laura Sisk e Antonoff. Este último também tocou baixo, guitarra elétrica, bateria, órgão e teclado, que foram gravados no Conway Recording Studios em Los Angeles e no Electric Lady Studios em Nova Iorque.

## Estrutura musical e conteúdo lírico
"This is Me Trying" foi escrita a partir de múltiplas perspectivas. A música foi inspirada em seu estado de espírito entre os anos de 2016-2017, quando ela "sentiu que [ela] não valia absolutamente nada". Também contém temas de dependência e crise existencial. De acordo com Swift, as pessoas ao seu redor não sabiam que ela tentava "não cair nos velhos padrões"; ela também disse que a música toca no alcoolismo. A letra também aborda "onde está a vida dela", notada no verso, "Eu me desperdicei como todo o meu potencial". A música documenta a responsabilidade e o arrependimento de alguém que admite sentir que não é suficiente. No entanto, existem “sentimentos de esperança e crescimento”.
O narrador de "This Is Me Trying" abraça a perspectiva da "parte rejeitada com efeitos devastadores". Swift tenta se esconder como narradora da faixa, pois dá "crença à visão que a outra pessoa tem dela". Ela transmite a ideia de que tem o hábito de precisar "da última palavra, em público e privado" e isso tem sido sua queda. "This Is Me Trying" é uma faixa pop orquestral e dream pop. Sua instrumentação apresenta um órgão "bocejante", trompas "sutis", percussões, cordas e um saxofone. "This Is Me Trying" evolui para uma "grandeza orquestral destruída". Laura Snapes, do The Guardian, escreveu que a canção "[soava] ainda mais perturbadora pela forma como a voz de Swift, processada de uma forma vasta e fantasmagórica, parece abranger toda a música com seu desespero".

## Uso na mídia
Folklore foi lançado em 24 de julho de 2020, pela Republic Records. Na lista de faixas, "This Is Me Trying" ocupa a décima posição entre dezesseis faixas. A canção alcançou as paradas nacionais em Cingapura (15), Austrália (18), e Canadá (30). Nos Estados Unidos, entrou na posição trinta e nove tanto na Billboard Hot 100, Hot Rock & Alternative Songs, quanto no Rolling Stone. Em outras paradas, a faixa alcançou a posição dezoito no Heatseeker Chart da Suécia e número trinta e nove no Audio Streaming Chart do Reino Unido. Recebeu a certificação prata da British Phonographic Industry (BPI), pela venda de 200 mil unidades.
Após o lançamento do álbum, Swift gravou uma versão simplificada de "This Is Me Trying" para o documentário Folklore: The Long Pond Studio Sessions, do Disney+, e seu álbum ao vivo em 25 de novembro de 2020. Em 2023, Swift embarcou em seu sexta turnê, a The Eras Tour, que contém um segmento de "músicas surpresa" onde ela canta músicas aleatórias de sua discografia. Em 18 de março, Swift cantou "This Is Me Trying" como uma "música surpresa" durante um show em Glendale, Arizona, como parte da turnê. A faixa foi usada em um vídeo promocional lançado em agosto de 2021 comemorando o retorno da ginasta estadunidense Simone Biles aos Jogos Olímpicos de Verão de 2020, depois que ela desistiu de vários eventos devido a problemas médicos. Foi apresentado no sétimo episódio da primeira temporada da série de televisão estadunidense Gossip Girl (2021).